# متحف الغيلاني
متحف الغيلاني أحد متاحف منطقة عسير جنوب المملكة العربية السعودية، يقع المتحف في المجارده في قرية ثربان، أسسه سالم عبد الله سالم الشهري. تأسس المتحف عام 1419 هـ. يُعد المتحف من أبرز معالم محافظة المجاردة ومركز ثربان، حيث يمتلك المتحف أكثر من 12.000الف قطعه تراثيه مابين التراث الشعبي ويمزجها قطع أخرى عن الحضارات الإسلامية في العصر العباسي والاندلسي.

## أجزاء المتحف
يتكون المتحف من قاعة واحده تضم العديد من أدوات القهوة والطبخ وكذلك بعض المستلزمات الخوصية وبعض الأسلحة والحلي والساعات القديمة كما تضمن المتحف بعض المخطوطات والملابس النسائية التراثية والكتب القديم.